# Miomantidae
Famille
Les Miomantidae sont une famille d'insectes appartenant à l'ordre des Mantodea. 

## Répartition
Les genres de cette famille se rencontre dans la zone afrotropicale.

## Description
Les membres de la famille des Miomantidae se distinguent de tous les autres Mantoptères par la combinaison de caractères suivante : 
Le vertex est sans processus et distinctement convexe. Les yeux sont arrondis à légèrement coniques. Les excroissances juxta-oculaires sont indistinctes.
La dilatation supra-coxale est bien marquée. La métazone est au moins 2 fois plus longue que la prozone et présente une carène médiane.
Les lobes apicaux du fémur antérieur portent une très courte épine. Le fémur antérieur présente quatre épines discoïdales et quatre épines postéro-ventrales ainsi qu'une crénulation distincte médio-ventrale entre les épines postéro-ventrales. La rainure accueillant les griffes est placée à peu près au milieu du fémur ou légèrement à proximité de celui-ci. Les pattes marcheuses n'ont pas de lobes.
Les mâles sont mésoptères à macroptères et les femelles brachyptères à mésoptères.
Une oreille cyclopéenne est présente. La plaque supra-anale est allongée et triangulaire. Les cerques, cylindriques, sont plus courts que la moitié de la longueur de l'abdomen.
Les phallomères sont sclérotisés. Le processus du complexe gauche est séparés. Le phallomère ventral ne présente pas de lobe basal du côté droit. Le processus distal primaire est transloqué sur le côté gauche du phallomère ventral. Le processus distal secondaire latéral est présent mais petit et tuberculé. Le processus distal secondaire médian est toujours absent. L'apophyse phalloïde est simple et dentelée. Le lobe membraneux n'est pas pileux. Le processus apical présente parfois un lobe sub-apical. La lamelle dorsale du phallomère gauche est sans lobe arrondi.

## Systématique
La famille des Miomantidae a été décrite par l'entomologiste britannique John Obadiah Westwood en 1889.
Le genre type de cette famille est Miomantis Saussure, 1870.

### Taxinomie
Cette famille comprend deux sous-familles :
- Sous-famille Solygiinae Giglio-Tos, 1919
  - Solygia Stål, 1877
- Sous-famille Miomantinae Westwood, 1889
  - Taumantis Giglio-Tos, 1917
  - Parasphendale Schulthess, 1898[2]
  - Cilnia Stål, 1876
  - Paracilnia Werner, 1909
  - Neocilnia Beier, 1930
  - Miomantis Saussure, 1870

### Publication originale
- (la) John Obadiah Westwood, Revisio insectorum familiae mantidarum, speciebus novis aut minus cognitis descriptis et delineates, Londres, Gurney & Jackson, 1889, 53 p.